# Каркарьян, Гайк Аветисович
Гайк Аветисович Каркарья́н (1904—1988) — советский хозяйственный, государственный и политический деятель. Председатель Нагорно-Карабахского облисполкома с 1937 по 1939 год. Министр пищевой промышленности Азербайджанской ССР.

## Биография
Родился в 1904 году в селе Шавшети. 
С 1929 года — на хозяйственной, общественной и политической работе. В 1929—1946 гг. — слушатель рабочего факультета при Азербайджанском индустриальном институте, работник текстильной промышленности в Азербайджанской ССР, студент Азербайджанского индустриального института, председатель Исполнительного комитета Нагорно-Карабахского областного Совета, 3-й секретарь ЦК КП(б) Азербайджана, участник Великой Отечественной войны, заместитель секретаря ЦК КП(б) Азербайджана по лёгкой промышленности, министр пищевой промышленности Азербайджанской ССР, советский работник в Азербайджанской ССР[уточнить].
Член КПСС. Избирался депутатом Верховного Совета СССР первого созыва.
Умер в 1988 году.
Сын — Ваган Каркарьян, заслуженный архитектор РСФСР.